# Walter Yonsky
Isaac Wrzacki (6 de noviembre de 1937 - 30 de abril de 2002), más conocido por su nombre artístico, Walter Yonsky, fue un actor y cantautor argentino de tango, folklore y música infantil.

## Primeros años
Nació en la casa ubicada en Junín 439, Balvanera, en la ciudad de Buenos Aires (hoy llamada Ciudad Autónoma de Buenos Aires), Argentina. Sus padres se llamaban Moisés y Berta; ambos inmigrantes judíos provenientes de Lodz, Polonia.
Rindió en 1949 una prueba en Radio Belgrano cantando el tango “Rendido” de Alfredo Cordisco y Alberto Leiva, pero lo derivaron a Radio Porteña y le sugirieron que, en lugar de tangos, cantara folclore porque las letras eran más edificantes. Por ese momento lo presentaban como Isaac.
El padre de Isaac tenía vocación de músico: tocaba el banjo, el acordeón y la armónica. Indujo a Isaac a cantar pero, como no recaudaba ingresos, lo obligó a seguir la carrera de contador público. Se tituló, pero pronto abandonó la carrera profesional para integrarse al elenco de la propia Facultad de Ciencias Económicas. Luego de cursar en el Instituto Superior de Enseñanza Radiofónica, en 1962 debutó como actor de radioteatro en Belgrano, en la compañía de Oscar Casco. Por entonces, trabajó con Susana Rinaldi, que también hacía radioteatro.
En 1964 Isaac se trasladó al teatro encarnando el papel de Rodolfo en "Panorama desde el puente" conocida obra de Arthur Miller. De tal elenco formaba parte Francisco Alfredo Marino, en el papel de abogado relator. Marino introdujo a Isaac al código del tango lunfardo. Poder explicar el sentido de los tangos le dio la base para sus futuros recitales de música y palabras. Alrededor del 1966-67 debutó en varios recitales con la famosa Portena Jazz Band en un programa titulado Jazz y Poesía. Estos recitales tuvieron mucho éxito, lo que ayudó a madurar sus próximos recitales de música y palabras.
En 1969 estudió canto con la soprano Mercedes Melbros. En 1972 inició formalmente su trayectoria de cantor de tangos, con la guitarras de Bartolomé Palermo, Paco Peñalva y Norberto Pereira. Hacían con Oscar del Priore el programa “Hoy en la ciudad” por Radio Municipal, y otro por Radio Provincia.

## Carrera
En 1973, grabó su primer disco, luego montó el espectáculo ”Una noche de garufa” en El Café de Buenos Aires.
A partir de 1975, Walter solo grabó música infantil, hasta 1989, cuando registró “Tango, poesía y lunfardo”. Luego grabó acompañado por el pianista Norberto Califano temas más apacibles o líricos, del estilo de "Niebla del Riachuelo", "Fuimos" o "Los pájaros perdidos" con un trío formado por Bebe Nevoso en bandoneón, Juan Carlos Navarro en guitarra y Omar Murtagh en bajo.
En 1990 grabó "Tango romanza". Más tarde se inició en el disco compacto, el tercero de los cuales, de 1997, cubre un amplio arco que va de su inaugural "Rendido" a "Masajes", de Saúl Cosentino y Ernesto Pierro.
De su producción, es notable su interpretación de "El romántico fulero", donde rescata el título histórico y la letra original de un tango famoso del '40: "Manoblanca", cuyos versos escribiera Homero Manzi utilizando la vieja música de Antonio De Bassi.

## Fallecimiento
El 30 de abril de 2002, Walter Yonsky falleció al arrojarse de la terraza del edificio de la calle Ecuador 658, donde residía, tras afrontar una gran depresión producida por la falta de trabajo y su carencia de dinero. Fue enterrado en el Cementerio de la Chacarita, en el Panteón de los Actores.

## Discografía
- El Garabato (1971)
- Walter Yonsky Canta Tangos (1973)
- ¡Soy Tremendo! (1974, con el cuarteto del centenario)
- Redondeles (1975)
- Travesuras de Walter Yonsky (1976)
- Jugando con la Argentina
- Platero y yo (1977)
- Jugando con Walter Yonsky (1978)
- "Pedro y el lobo" (1979, con la orquesta nacional de la Radiodifusión y Televisión Francesa de París, dirigida por Lorin Maazel)
- Tangos, poesía y lunfardos (1989)
- Tango!!! un sentimiento
- Tango-Romanza (1991)
- Tangos y milongas del 900
- El Garabato y el monigote (1995)
- Tangos de ayer, de hoy y de siempre (1997)
- Para que bailen los más chicos (1998)
- Tangos, música en tu corazón
- Tangos, milongas y valses desde el alma (2001)

## Noticias
La vigencia de Walter Yonsky, Clarín, sábado 06/03/1999, consultado el 18/04/2009.